# Кольчиха
Ключевое болото «Кольчиха» — памятник природы регионального (областного) значения Московской области, который включает ценные в экологическом, научном и эстетическом отношении природные комплексы, а также природные объекты, нуждающиеся в особой охране для сохранения их естественного состояния:
- эталонные участки ключевых мезотрофных и низинных рогозовых болот;
- участки лесов, особо ценные по своим характеристикам;
- места произрастания и обитания редких видов растений и животных, занесенных в Красную книгу Московской области;
- природные объекты, играющие важную роль в поддержании гидрологического режима;
- уникальные формы рельефа и связанные с ними ландшафты.

Памятник природы основан в 1987 году. Местонахождение: Московская область, городской округ Красногорск, сельское поселение Ильинское; в 1 км юго-юго-восточнее деревни Степановское, в 1 км южнее поселка Истра, в 200 м к северу-северо-западу от села Петрово-Дальнее, непосредственно примыкает к садовому некоммерческому товариществу «Кольчиха». Площадь памятника природы составляет 64,91 га. Памятник природы включает части 52 и 53 кварталов Опалиховского участкового лесничества Истринского лесничества.

## Описание
Территория памятника природы расположена в основании южного пологого макросклона Московской возвышенности в зоне распространения древнеаллювиально-водно-ледниковых (долинно-зандровых) и древнеаллювиальных равнин. Абсолютные высоты территории изменяются от 134 м над уровнем моря (меженная отметка уреза воды в ручье в юго-западной оконечности памятника природы) до 160 м над уровнем моря (борта котловины на севере памятника природы). Кровля дочетвертичного фундамента местности представлена нижнемеловыми и верхнеюрскими песками.
Памятник природы, образованный в районе границы Московской и Москворецко-Окской физико-географических провинций, включает врезанную в долинно-зандровую и древнеаллювиальную равнины болотную котловину, открывающуюся в долину реки Истры в её нижнем течении. Образовавшаяся, вероятно, на месте бывшей долины Истры котловина имеет длину около 1,5 км и ширину около 1 км. Ключевое мезотрофное болото Кольчиха занимает относительно плоский участок днища котловины, находящегося на гипсометрическом уровне (134—142 над уровнем моря), соответствующем высотам первой надпойменной террасы реки Истры. Склоны, примыкающие к днищу котловины с севера, имеют крутизну 5—12 градусов. Поверхности бортов сложены супесчаными, песчаными и алевритовыми отложениями, часто перекрытыми покровными или делювиальными суглинками.
Склон южной экспозиции, входящий своей нижней частью в памятник природы в его северной оконечности, расчленен овражно-балочными эрозионными формами, по которым протекают ручьи и сочения. Местами у подножья склона болотной котловины в конусах выноса эрозионных форм образованы копани с отвалами высотой до 2 м, куда стекают водотоки. Здесь на склонах образовались активно эродирующие овраги с крутыми бортами, обвально-осыпными стенками и донными врезами по днищам. Высота бортов эрозионных форм — до 5—6 м, крутизна — 30—50 градусов. Поверхности бортов сложены делювиальными суглинками, в днищах — пески с дресвой, щебнем, глыбами и валунами. На крутых бортах оврагов активно выражены делювиальные и обвально-осыпные процессы, по днищам — донная и боковая эрозия водотоков.
Вогнутое днище котловины представлено субгоризонтальными кочковатыми поверхностями в центральной части и пологонаклонными (2—5 градусов) слабоволнистыми — в краевых. Переувлажненная часть днища сложена торфами мощностью до 1,5 м и более. Поверхности днища в своих разных частях претерпели различные антропогенные преобразования: отмечаются ямы и копани, выемки и навалы грунта, канавы. На переувлажненных участках днища котловины в окрестностях садового некоммерческого товарищества «Кольчиха» отмечаются многочисленные отрицательные формы рельефа (как свежие, так и старые) в результате забора торфа. В центральной части памятника природы с севера на юг пролегает насыпная гряда, по которой проходит тропа. Глубина антропогенных отрицательных форм рельефа достигает 1,5—2 м, высота положительных — 1—1,5 м. Для болота и окружающих его переувлажненных участков характерны многочисленные растительные кочки и приствольные повышения высотой до 0,3—0,5 м.
Гидрологический сток территории по безымянным водотокам направлен в сторону русла реки Истры, протекающей в 200 м к юго-западу от памятника природы. Гидрологический режим территории памятника природы в значительной степени видоизменен, а площадь болота сократилась — в настоящее время оно занимает небольшой участок размером 2—3 га в восточной половине территории. Переходное болото Кольчиха относится к достаточно редкому в ближнем Подмосковье типу ключевых болот. Болото питается карбонатными водами донского — московского водно-ледникового горизонта, которые разгружаются на бортах и в днище котловины под напором. С востока на запад через болото протекает ручей, имеющий преимущественно грунтовое питание. Ширина ручья на болоте — около 0,5 м, глубина — до 0,2 м. Ручей впадает в более крупный безымянный водоток (левый приток реки Истры), протекающий вдоль западной границы территории. По южной части памятника природы в западном направлении протекает канализированный водоток шириной до 3 м. В пределах территории памятника природы образовано несколько небольших обводненных копаней различной глубины.
Почвенный покров возвышенных склоновых поверхностей представлен в границах памятника природы дерново-подзолами и дерново-подзолистыми почвами, сформировавшимися соответственно на песчано-супесчаных и суглинистых отложениях. По понижениям отмечаются дерново-подзолы глеевые и дерново-подзолисто-глеевые почвы. На болотах сформировались торфяные эутрофные и торфяные олиготрофные почвы. В днищах эрозионных форм или на переувлажненных участках днища котловины, окружающих болото, встречаются перегнойно-глеевые и гумусово-глеевые почвы.

### Флора и растительность
В растительном покрове памятника природы выделяются три основных участка растительных сообществ: участок 1 — лесная растительность на крутых склонах к котловине; участок 2 — луговины и кустарниковые заросли в окружении лесов днища котловины; участок 3 — болота и заболоченные леса днища котловины с долиной ручья, вытекающего из болота Кольчиха (включая собственно лесо-болотный массив с участком мезотрофного болота).
Основную ценность представляют сохранившиеся в центральной части котловины близ канализированного ручья, вытекающего из болота Кольчиха, фрагменты мезотрофного болота. Именно здесь отмечается высокая концентрация редких и охраняемых видов растений, а сами сообщества представляют исключительную редкость для Подмосковья. На заболоченных участках в разной степени выражен низкорослый древесный ярус — от отдельных деревьев суммарным проективным покрытием менее 10 процентов до довольно выраженного яруса сомкнутостью 0,3 (крайне редко 0,4). В его сложении принимают участие сосна и в меньшей степени береза пушистая, редко — ольха серая высотой до 10—12 м при диаметрах стволов до 8—10 см. Подрост слабо выражен (везде менее 10 процентов проективного покрытия), в основном в нём участвуют сосна, береза пушистая, осина; единично — дуб, береза повислая, ольха серая, ель.
Яркой особенностью является выраженный (проективное покрытие до 35—40 процентов, чаще — 25—30 процентов) кустарниковый ярус, образованный преимущественно ивами розмаринолистной, мирзинолистной и пепельной при участии ивы пятитычинковой и ушастой, а также крушины ломкой. Проективное покрытие травяно-кустарничкового яруса достигает местами 75—80 процентов. Доминируют в нём хвощ приречный, осоки (сближенная, чёрная, вздутая), реже — пушица многоколосковая и вейник сероватый. Кроме того, в сложении яруса участвуют грушанка круглолистная, хвощ болотный, гравилат речной, тростник южный, вербейник обыкновенный, щитовник картузианский (игольчатый), лапчатка прямостоячая, белозор болотный и другие. Здесь же отмечены значительные по численности популяции пальчатокоренника длиннолистного, или балтийского (вид, занесенный в Красную книгу Российской Федерации), и дремлика болотного (вид, занесенный в Красную книгу Московской области). Отмечены редкие и уязвимые виды, не включенные в Красную книгу Московской области, но нуждающиеся на территории области в постоянном контроле и наблюдении: синюха голубая, пальчатокоренник мясо-красный, тайник яйцевидный. В моховом ярусе покрытием до 90 процентов доминируют сфагновые мхи, местами отмечен аулакомниум болотный. Также в моховом покрове представлены виды, занесенные в Красную книгу Московской области, — филонотис бранденбургский и томентипнум блестящий.
В окружении собственно болотных фрагментов и по границе лесо-болотного массива представлены березово-сосновые, реже — сосново-березовые и березовые леса. Вблизи болота высота деревьев не превышает 16—17 м при диаметре стволов до 15—17 см, а сомкнутость крон — 0,6. При большем удалении высота увеличивается до 22—23 м при диаметре стволов до 25—30 см, а сомкнутость — до 0,7—0,8; также увеличивается роль сосны в сложении древостоев. В подросте заметно присутствие ели, проективное покрытие которой увеличивается от 5 процентов близ болота до 30—35 процентов во внутренних частях лесов (на удалении и более 40 м). Из кустарников представлены ивы пятитычинковая, козья, пепельная и ушастая, крушина ломкая, рябина, а также малина и чёрная смородина. На участках, непосредственно прилежащих к болоту, в травяно-кустарничковом ярусе доминируют тростник и хвощи приречный и зимующий, реже — таволга вязолистная. Также заметную роль в сложении яруса играют осоки, телиптерис болотный и щитовник картузианский, бодяк болотный, зюзник европейский. Местами встречаются грушанка круглолистная, сивец луговой, мята полевая, подмаренник топяной. Здесь же отмечены мякотница однолистная, дремлик болотный и хвощ пестрый (виды, занесенные в Красную книгу Московской области). Мхи покрывают до 60-80 процентов поверхности.
В лесах, окружающих болота, при сохранении заметного участия влаголюбивых видов (таволга вязолистная, крапива двудомная, гравилат речной) ведущая роль переходит к видам таёжного мелкотравья, таким как грушанка круглолистная, ортилия однобокая, голокучник Линнея или обыкновенный, двулепестник альпийский; кроме того, значительно участие папоротников — кочедыжник женский, щитовники картузианский и мужской. Здесь же отмечены редкие и уязвимые виды, не включенные в Красную книгу Московской области, но нуждающиеся на территории области в постоянном контроле и наблюдении: дремлик широколистный и ландыш майский.
По окраинам болота на границе с лесами встречаются безлесные луговины. Близ русла ручья, вытекающего из болота Кольчиха, отмечена тростниково-таволговая ассоциация с участием хвоща приречного, осок, герани болотной, дербенника иволистного, дремлика болотного. По окраинам болота встречаются почти чистые осоковые заросли с осоками вздутой, чёрной и пузырчатой.
В окраинных частях котловины близ границ с садовым товариществом преобладают в значительной степени антропогенно трансформированные березовые леса разного возраста. На восточной окраине на участке в разное время испытывавшем добычу торфа сформировался березовый папоротниково-крапивно-таволговый лес. Древостой здесь разреженный, в подросте единично отмечаются ель и дуб, а в подлеске — рябина, малина, ива пятитычинковая, бересклет бородавчатый, калина. В травяном покрове сочетаются влаголюбивые и сорные виды: таволга вязолистная, крапива двудомная, чистотел большой, яснотки пятнистая и белая, гравилат городской, звездчатка средняя, щитовник картузианский, недотрога мелкоцветковая.
В центральной части территории для лесов с преобладанием березы характерны большая сомкнутость и высота древостоев (0,6—0,8 при высоте 22—24 м), а также заметная примесь ели и ивы козьей и выраженный подлесок из малины. В древостое отмечаются ольха чёрная и дуб, в подросте единично — клен ясенелистный. В травостое преобладают будра плющевидная, сныть, таволга вязолистная, недотрога мелкоцветковая, вербейник монетчатый и чистотел.
В северной части памятника вблизи днища котловины за счет антропогенной деятельности сформировалась зарастающая кустарником и деревьями луговина. Наиболее широко здесь представлена бодяково-наземновейниковое сообщество, где в травяном покрове присутствуют хвощ полевой, таволга вязолистная, клевер средний, крапива двудомная, пижма обыкновенная, чина луговая, овсяница луговая, звездчатка злаковая, тысячелистник обыкновенный. Сравнительно обилен подрост клёна ясенелистного, заметного, разросшегося и сформировавшего практически моновидовые древостои в прилежащей ложбине близ тылового шва котловины. Единично отмечается подрост сосны.
Меньшие площади занимает кострецово-крапивные сообщества, где также отмечены пустырник пятилопастный, иван-чай, полынь обыкновенная, клевер средний. Промежуточное положение между описанными сообществами занимает кострецово-крапивно-бодяковые заросли, преобладающие в западной части луговины, где также отмечены ежа сборная, купырь лесной, пырей ползучий, клевер гибридный. Среди луговины встречаются заросли кустарников — малины и сливы домашней, дерена белого и бузины.
Вдоль грунтовой дороги, проходящей по территории памятника, развиты сообщества сорных видов — горец птичий, лапчатка гусиная, подорожник большой, клевер ползучий, мятлик однолетний.
На территории памятника природы присутствует значительное число чужеродных видов (интродуцентов), в том числе агрессивных. Особенно широкое распространение получили недотрога мелкоцветковая (различные типы лесных сообществ) и клен ясенелистный. Последний вид местами доминирует в древостое вдоль тылового шва котловины, а его подрост обычен как на луговине, так и в лесных сообществах, причем как на окраине, так и собственно в лесо-болотном массиве. На луговине отмечены кусты шиповника морщинистого и по опушке — караганы древовидной. Здесь же — сорные астры иволистные. В сырых лесах на окраине болота отмечена арония Мичурина. Как на окраинах луговины, так и в лесах, окружающих лесо-болотный массив, отмечен дерен белый. Множество агрессивных чужеродных видов, внедряющихся в природные сообщества, отмечено в центральной части памятника вдоль тропы, ведущей к садовому некоммерческому товариществу «Кольчиха». В частности, значительные по площади заросли здесь образует такой вид, как рейноутрия. Ветви многих деревьев переплетает девичий виноград. Кроме того, встречаются золотарник гигантский, подсолнечник клубненосный (топинамбур), тладианта сомнительная, лаконос костянковый, эльсгольция реснитчатая, календула лекарственная.
Крутые склоны к котловине болота Кольчиха и их подножия заняты преимущественно лесами с преобладанием сосны с примесью ели. В ложбине близ тылового шва наблюдаются участки с преобладанием ивы белой, местами — клёна ясенелистного.
В нижних частях склонов и на прилегающих участках сомкнутость крон елово-сосновых лесов составляет 0,5 при высоте 28—30 м и диаметре до 50 см. Встречаются участки со значительной ролью дуба в древостое или выраженным вторым подъярусом из клёна платоновидного и/или липы. В подросте представлены ель (покрытие — 8—10 процентов, высота — до 2—8 м), клен ясенелистный (до 10 процентов проективного покрытия, высота — до 4 м) и единично — дуб. Местами встречается довольно обильный подрост клёна платановидного, реже — значительный (до 50 процентов покрытия и до 10 м высотой) подрост ели. В подлеске доминирует лещина, встречается волчеягодник обыкновенный (редкий и уязвимый вид, не включенный в Красную книгу Московской области, но нуждающийся на территории области в постоянном контроле и наблюдении). В травяно-кустарничковом ярусе преобладают виды дубравного широкотравья: копытень европейский, звездчатка жестколистная, фиалка удивительная; местами — осока волосистая, живучка ползучая. Также заметную роль играют костяника, фиалка теневая, или фиалка Селькирка, недотрога мелкоцветковая. Отмечены колокольчик широколистный и ландыш.
В верхних частях склонов сомкнутость крон древостоя в елово-сосновых лесах возрастает до 0,7—0,8 при некотором уменьшении высоты (до 26—27 м) и среднего диаметра (до 40—45 см). Появляется заметная примесь березы. В подросте также отмечен клен ясенелистный. В более разреженном подлеске к лещине добавляются бересклет бородавчатый и жимолость лесная. В травяно-кустарничковом ярусе возрастает роль мелкотравья (кислица обыкновенная, майник двулистный). Также здесь отмечены ожика волосистая, мицелис стенной, щитовник мужской, воронец колосистый, ландыш майский.
В нескольких местах отмечено поражение елей короедом-типографом. Здесь сформировались сосново-березовые лещиново-малиновые разнотравные леса.
В центральной части памятника, на границе луговины и лесо-болотного массива, имеется копань, в водах которой отмечены ряска малая и риччиокарпус плавающий. На валу, образовавшемся после рытья копани, сформировалось сосново-березово-ивовое с дубом в подросте грушанково-осоковое сообщество, где отмечены также марьянник дубравный, валериана обыкновенная, репешок обыкновенный, дудник лесной, герань лесная, щучка дернистая, колокольчик широколистный (редкий и уязвимый вид, не включенный в Красную книгу Московской области, но нуждающийся на территории области в постоянном контроле и наблюдении).
На юго-западной окраине территории памятника есть обводненная ложбина с зарослями рогоза широколистного, которые ближе к берегу сменяются хвощево-двукисточниковым лугом и таволговыми зарослями. По краю ложбины тянутся вязово-черемухово-сероольховые заросли с хмелем и влажнотравьем, сменяющиеся осиново-сосново-березовым снытьевым лесом, в котором отмечен ландыш майский.

### Фауна
Животный мир памятника природы обеднен в силу небольших размеров территории, находящейся в значительной степени в окружении существенно преобразованных ландшафтов, но содержит основные фаунистические комплексы, свойственные данному ландшафту центра Московской области, включая охраняемые виды животных.
На территории памятника природы обитает 54 вида позвоночных животных, относящихся к 14 отрядам четырёх классов, в том числе два вида амфибий, один вид рептилий, 38 видов птиц и 13 видов млекопитающих.
Ввиду небольшого размера и непостоянства водоемов памятника природы ихтиофауна на его территории не представлена.
Основу фаунистического комплекса наземных позвоночных животных составляют виды, характерные для хвойных и лиственных лесов Нечернозёмного центра России. Абсолютно доминируют виды, экологически связанные с древесно-кустарниковой растительностью. В границах памятника природы выделяются четыре основных ассоциации фауны (зооформации): зооформация хвойных лесов, зооформация лиственных лесов, зооформация лугово-опушечных местообитаний и зооформация водно-болотных местообитаний.
Зооформация хвойных лесов связана на территории памятника природы преимущественно с сосновыми, сосново-лиственными, реже еловыми лесами и занимает значительную её часть. Основу населения хвойных лесов составляют белобровик, желна, сойка, серая мухоловка, ворон, московка, рыжая полевка, обыкновенная белка.
На участках лиственных березовых, осиновых, черноольховых лесов преобладают выходцы из европейских широколиственных лесов: малый пестрый дятел, чёрный дрозд, рябинник, обыкновенный соловей, лесная мышь. Именно в этом типе местообитаний на участках старых лиственных и смешанных лесов встречаются.
В разных типах лесов памятника природы встречаются зяблик, обыкновенный поползень, обыкновенная пищуха, большой пестрый дятел, обыкновенный снегирь, певчий дрозд, зарянка, пеночка-весничка, пеночка-теньковка, большая синица, лазоревка, длиннохвостая синица, обыкновенная бурозубка, ласка, кабан, заяц-беляк, обыкновенная лисица.
Зооформация лугово-опушечных местообитаний играет небольшую, но важную роль в поддержании биоразнообразия памятника природы. В основном этот тип животного населения связан с лесными полянами и опушками. Характерными обитателями данных местообитаний являются канюк, перепелятник, лесной конек, жулан, обыкновенная сорока, коноплянка. Среди млекопитающих в этих сообществах наиболее часто встречается обыкновенный крот. Среди пресмыкающихся в луговых местообитаниях встречена живородящая ящерица.
Территория переходного болота Кольчиха, связнные с ним низинные болота, а также мелиоративные канавы, ручьи и копани служат местом обитания видов водно-болотной зооформации. Здесь довольно многочисленны амфибии: прудовая и травяная лягушки. Среди птиц в этих биотопах встречаются камышница, серая цапля, фифи, кряква, широконоска, болотная камышевка, садовая славка. На болотах и водоемах территории наиболее часто фиксируется чёрный коршун, занесенный в Красную книгу Московской области. Также именно в этих местообитаниях памятника природы фиксируется такой редкий вид беспозвоночных, как стрекоза пьемонтская, или перевязанная. Среди млекопитающих здесь обитают американская норка, речной бобр и водяная полевка.
К граничащему с памятником природы дачному поселку «Кольчиха» тяготеют серая ворона, белая трясогузка, бродячие собаки и ряд перечисленных выше луговых видов. Среди беспозвоночных с этими местообитаниями связан вид — интродуцент — виноградная улитка.

## Объекты особой охраны памятника природы
Охраняемые экосистемы: комплекс ассоциаций мезотрофного лесо-болотного массива (березово-сосновая ивовая осоково-хвощевая сфагновая, сосновая хвощево-осоковая сфагновая, пушицево-осоковая сфагновая, березово-сосновая тростниково-хвощевая и хвощовая, сосновая грушанковая, осоковая, тростниково-таволговая); елово-сосновые и дубово-елово-сосновые (местами лещиновые) широкотравные и широкотравно-мелкотравные (кисличные) леса; березовые папоротниково-крапивно-таволговые и влажнотравные леса; рогозовые заросли, вязово-черемухово-сероольховые влажнотравные заросли.
Уникальные формы рельефа: уникальная для ближнего Подмосковья форма рельефа и связанные с ней природные комплексы — котловина с ключевым болотом Кольчиха.
Места произрастания и обитания охраняемых в Московской области, а также иных редких и уязвимых видов растений и животных, зафиксированных на территории памятника природы, перечисленных ниже.
Охраняемые в Московской области, а также иные редкие и уязвимые виды растений:
- виды, занесенные в Красную книгу России и в Красную книгу Московской области: пальчатокоренник балтийский, или длиннолистный;
- виды, занесенные в Красную книгу Московской области: хвощ пестрый, дремлик болотный, мякотница однолистная, филонотис бранденбургский и томентипнум блестящий;
- виды, являющиеся редкими и уязвимыми таксонами, не включенными в Красную книгу Московской области, но нуждающиеся на территории области в постоянном контроле и наблюдении: синюха голубая, пальчатокоренник мясо-красный, колокольчик широколистный, тайник яйцевидный, дремлик широколистный, или обыкновенный, ландыш майский, волчеягодник обыкновенный, или волчье лыко.

Охраняемые в Московской области, а также иные редкие и уязвимые виды животных:
- виды, занесенные в Красную книгу Московской области: чёрный коршун;
- виды, являющиеся редкими и уязвимыми таксонами, не включенными в Красную книгу Московской области, но нуждающиеся на территории области в постоянном контроле и наблюдении: стрекоза пьемонтская, или перевязанная, и фифи.